# One of Us is Gonna Die Young
One of Us is Gonna Die Young är en singel av glamrockgruppen The Ark. Låten finns med på albumet State of the Ark från 2004, samt släppt på singel samma år. På den svenska singellistan placerade den sig den som bäst på fjärde plats.
Melodin låg även på Tracks. Den testades även på Svensktoppen, där den låg i nio veckor under perioden 9 januari-27 februari 2005 innan den lämnade listan, med sjätteplats som bästa resultat. 

## Listplaceringar
| Lista (2004-2005) | Topplacering |
| ----------------- | ------------ |
| Sverige           | 4            |

### Fotnoter
1. ↑  ”Svensk mediedatabas”. http://smdb.kb.se/catalog/id/001434767. Läst 22 maj 2011.
2. ↑  ”Svensktoppen”. 9 januari 2005. http://sverigesradio.se/sida/topplista.aspx?programid=2023&date=2005-01-09. Läst 22 maj 2011.
3. ↑  ”Svensktoppen”. 27 februari 2005. http://sverigesradio.se/sida/topplista.aspx?programid=2023&date=2005-02-27. Läst 22 maj 2011.
4. ↑  ”Svensktoppen”. 6 mars 2005. http://sverigesradio.se/sida/topplista.aspx?programid=2023&date=2005-03-06. Läst 22 maj 2011.
5. ↑  Swedishcharts - One of Us is Gonna Die Young på den svenska singellistan